# Klaudia Siciarz
Klaudia Siciarz (ur. 15 marca 1998 w Krakowie) – polska płotkarka.

## Kariera
Brązowa medalistka mistrzostw Europy juniorów z 2017 w biegu na 100 metrów przez płotki. Wicemistrzyni Europy młodzieżowców z 2019 w tej samej konkurencji.
Halowa mistrzyni Polski z 2017 w biegu na 60 metrów przez płotki – podczas tych zawodów wynikiem 8,00 ustanowiła halowy rekord świata juniorów.
Wzięła udział w Igrzyskach Olimpijskich Tokio 2020.
6 kwietnia 2025 roku ogłosiła zakończenie sportowej kariery. 

## Rekordy życiowe
- bieg na 60 metrów przez płotki (hala) – 7,95 (16 lutego 2019, Toruń)[7] – 6. wynik w historii polskiej lekkoatletyki[8]
- bieg na 100 metrów przez płotki (stadion) – 12,82 (12 lipca 2019, Gävle) – 9. wynik w historii polskiej lekkoatletyki[9] / 12,74w (22 lipca 2018, Lublin)

## Osiągnięcia
| Rok  | Impreza                               | Miejsce   | Konkurencja                          | Pozycja    | Wynik |
| ---- | ------------------------------------- | --------- | ------------------------------------ | ---------- | ----- |
| 2013 | Olimpijski festiwal młodzieży Europy  | Utrecht   | bieg na 100 m przez płotki (76,2 cm) | eliminacje | 15,03 |
| 2015 | Mistrzostwa świata juniorów młodszych | Cali      | bieg na 100 m przez płotki (76,2 cm) | 8. miejsce | 13,75 |
| 2017 | Mistrzostwa Europy juniorów           | Grosseto  | bieg na 100 m przez płotki           | 3. miejsce | 13,33 |
| 2019 | Halowe mistrzostwa Europy             | Glasgow   | bieg na 60 m przez płotki            | półfinał   | 8,14  |
| 2019 | Młodzieżowe mistrzostwa Europy        | Gävle     | bieg na 100 m przez płotki           | 2. miejsce | 12,82 |
| 2019 | Młodzieżowe mistrzostwa Europy        | Gävle     | sztafeta 4 × 100 m                   | 3. miejsce | 44,08 |
| 2021 | Igrzyska olimpijskie                  | Tokio     | bieg na 100 m przez płotki           | półfinał   | 12,84 |
| 2022 | Mistrzostwa świata                    | Eugene    | bieg na 100 m przez płotki           | eliminacje | 13,27 |
| 2022 | Mistrzostwa Europy                    | Monachium | bieg na 100 m przez płotki           | półfinał   | 13,00 |
| 2023 | Mistrzostwa świata                    | Budapeszt | bieg na 100 m przez płotki           | eliminacje | 13,25 |